# Guadalajara (Espagne)
Pour les articles homonymes, voir Guadalajara.
Guadalajara est une ville d'Espagne et la capitale de la province de Guadalajara dans la communauté autonome de Castille-La Manche.

## Géographie
Située au centre de la péninsule ibérique, la ville s'élève dans le sud de la Meseta, sur une colline et la rive gauche de la rivière Henares. Son altitude moyenne est de 708 mètres.

## Étymologie
Son nom vient de l'arabe wadi lh'ijara (en arabe : وادي الحجارة) qui signifie « fleuve rocheux ».

## Histoire
En mars 1937, la bataille de Guadalajara voit la défaite des milices italiennes engagées avec les troupes de Franco lors de la guerre civile.

## Politique et administration

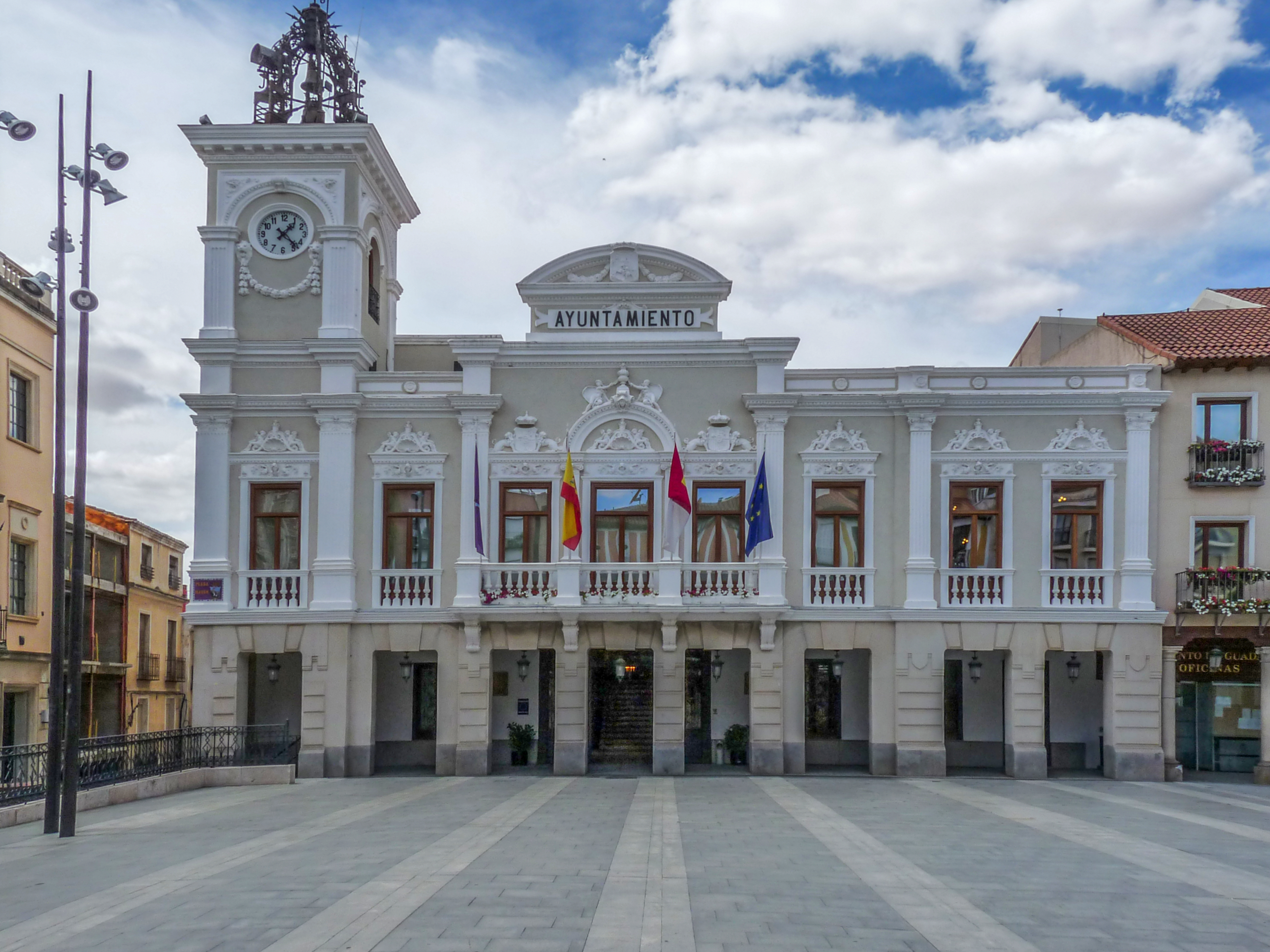
L'hôtel de ville de Guadalajara.

Guadalajara appartient à la province éponyme, dont elle constitue la capitale, et à la communauté autonome de Castille-La Manche. Elle accueille donc le siège de la députation provinciale.

### Conseil municipal
Lors des élections municipales du 28 mai 2023, la ville de Guadalajara comptait 87 452 habitants. Son conseil municipal (Pleno del Ayuntamiento) se compose donc de 25 élus.
| Parti | Parti | 1979 | 1983 | 1987 | 1991 | 1995 | 1999 | 2003 | 2007 | 2011 | 2015 | 2019 | 2023 |
| ----- | ----- | ---- | ---- | ---- | ---- | ---- | ---- | ---- | ---- | ---- | ---- | ---- | ---- |
|       | Aike  |      |      |      |      |      |      |      |      |      |      | 1    | 1    |
|       | CDS   |      |      | 3    |      |      |      |      |      |      |      |      |      |
|       | Cs    |      |      |      |      |      |      |      |      |      | 2    | 3    |      |
|       | PCE   | 4    | 1    | 2    | 3    | 5    | 2    | 1    | 1    | 1    |      |      |      |
|       | IU    | 4    | 1    | 2    | 3    | 5    | 2    | 1    | 1    | 1    |      |      |      |
|       | CD    | 7    | 10   | 10   | 12   | 14   | 13   | 12   | 13   | 16   | 11   | 8    | 9    |
|       | CP    | 7    | 10   | 10   | 12   | 14   | 13   | 12   | 13   | 16   | 11   | 8    | 9    |
|       | AP    | 7    | 10   | 10   | 12   | 14   | 13   | 12   | 13   | 16   | 11   | 8    | 9    |
|       | PP    | 7    | 10   | 10   | 12   | 14   | 13   | 12   | 13   | 16   | 11   | 8    | 9    |
|       | PSOE  | 7    | 14   | 10   | 10   | 6    | 10   | 12   | 11   | 8    | 8    | 10   | 11   |
|       | AHORA |      |      |      |      |      |      |      |      |      | 4    | 1    |      |
|       | UP    |      |      |      |      |      |      |      |      |      | 4    | 1    |      |
|       | UN    | 3    |      |      |      |      |      |      |      |      |      |      |      |
|       | Vox   |      |      |      |      |      |      |      |      |      |      | 2    | 4    |
| Total | Total | 21   | 25   | 25   | 25   | 25   | 25   | 25   | 25   | 25   | 25   | 25   | 25   |

### Liste des maires
| Mandature | Maire | Maire                               | Parti |
| --------- | ----- | ----------------------------------- | ----- |
| 1979-1983 |       | Javier de Irízar (es)               | PSOE  |
| 1983-1987 |       | Javier de Irízar (es)               | PSOE  |
| 1987-1991 |       | Javier de Irízar (es)               | PSOE  |
| 1991-1995 |       | Blanca Calvo (es)                   | IU    |
| 1991-1995 |       | José María Bris Gallego (es) (1992) | PP    |
| 1995-1999 |       | José María Bris Gallego (es)        | PP    |
| 1999-2003 |       | José María Bris Gallego (es)        | PP    |
| 2003-2007 |       | Jesús Alique (es)                   | PSOE  |
| 2007-2011 |       | Antonio Román Jasanada (es)         | PP    |
| 2011-2015 |       | Antonio Román Jasanada (es)         | PP    |
| 2015-2019 |       | Antonio Román Jasanada (es)         | PP    |
| 2019-2023 |       | Alberto Rojo Blas (es)              | PSOE  |
| 2023-2027 |       | Ana Guarinos (ca)                   | PP    |

## Culture et patrimoine
- Le palais de l'Infantado est un édifice gothico-mudéjar de la fin du XVe siècle, résidence des ducs de l'Infantado.
- La cathédrale de Guadalajara date du XIVe siècle.

### Jumelages
- Parme,  Italie
- Livourne,  Italie
- Roanne,  France
- Nitra,  Slovaquie
- Nuneaton and Bedworth,  Angleterre
- Guadalajara,  Mexique
- Guadalajara de Buga,  Colombie

## Personnalités liées à Guadalajara
- Virginia Pérez, athlète spécialiste du skyrunning née à Guadalajara;
- Moïse de Léon, rabbin et auteur d’une grande partie du Zohar;
- Magdalena Valerio, femme politique ayant commencé son parcours à Guadalajara;
- Elena Herraiz, linguiste et présentatrice de télévision, née à Guadalajara.